# Lestodiplosis mirabilis
Lestodiplosis mirabilis är en tvåvingeart som först beskrevs av Jean-Jacques Kieffer 1895.  Lestodiplosis mirabilis ingår i släktet Lestodiplosis och familjen gallmyggor.
Artens utbredningsområde är Frankrike. Inga underarter finns listade i Catalogue of Life.